# Убийство Москоне и Милка

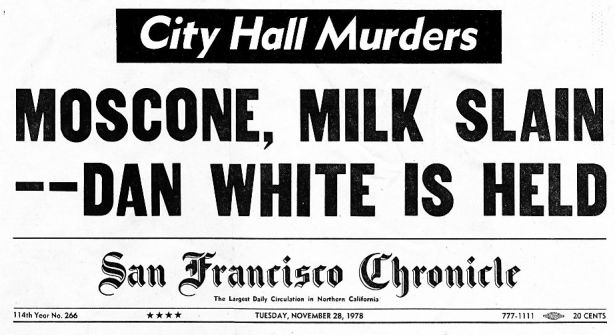
Титульная страница San Francisco Chronicle от 28 ноября 1978 г.

Мэр Сан-Франциско Джордж Москоне и глава наблюдательного совета Сан-Франциско Харви Милк были застрелены в мэрии Сан-Франциско бывшим главой наблюдательного совета Дэном Уайтом 27 ноября 1978 года. Уайт был зол на то, что Москоне отказался повторно назначить его на место в Наблюдательном совете, из которого он только что ушёл в отставку, и что Милк сильно лоббировал свое повторное назначение. Эти события помогли привлечь внимание страны к тогдашнему президенту Совета Дайэнн Файнстайн, которая стала первой женщиной-мэром Сан-Франциско и, в конечном итоге, сенатором США от Калифорнии.
Впоследствии Уайт был осужден за непредумышленное убийство, а не за убийство первой степени. Приговор спровоцировал «Бунт Белой ночи» в Сан-Франциско и привел к тому, что штат Калифорния отменил систему защиты по уголовным делам, построенной на ограниченной вменяемости. Это также привело к появлению городской легенды о «защите твинки», поскольку многие СМИ ошибочно описывали эту защиту как приписывающую снижение дееспособности Уайта из-за влияния сахаросодержащей нездоровой пищи. Уайт покончил жизнь самоубийством в 1985 году, чуть более чем через год после освобождения из тюрьмы.

## Предшествующие события
Уайт был офицером полиции Сан-Франциско, а затем стал пожарным. Он и Милк были избраны в Наблюдательный совет на выборах 1977 года, в результате которых были введены места на уровне округов и был создан «самый разнообразный Совет, который когда-либо видел город». Городская хартия запрещала кому-либо одновременно работать на двух работах, поэтому Уайт уволился с более высокооплачиваемой работы в пожарной части.
Что касается вопросов развития бизнеса, то правление из 11 членов было разделено примерно на 6-5 в пользу сторонников роста, включая Уайта, по сравнению с теми, кто выступал за более ориентированный на соседство подход, одобренный мэром Москоне. Дебаты между членами Правления иногда были ожесточенными, и Уайт яростно боролся с другими руководителями, включая Милка и Кэрол Рут Сильвер. Большая часть программы Москоне по восстановлению микрорайонов и расширению программ поддержки городов была сорвана или изменена в пользу ориентированной на бизнес программы, поддерживаемой большинством членов Совета директоров, выступающих за рост.
Дальнейшая напряженность между Уайтом и Милком возникла после того, как Милк проголосовал за размещение общежития в районе Уайта. Впоследствии Уайт будет единственным голосом против знаменательного постановления о правах геев в Сан-Франциско, принятого Правлением и подписанного Москоне в 1978 году. Недовольный работой городской политики и финансовыми трудностями из-за его неудачного ресторанного бизнеса и низкого уровня доходов в виде зарплаты в качестве наблюдателя, Уайт ушёл из Совета 10 ноября 1978 года. Мэр назначил своего преемника, что встревожило некоторые деловые интересы города и избирателей Уайта, поскольку это указывало на то, что Москоне может изменить баланс сил в Совете и назначить либерального представителя в более консервативном округе. Сторонники Уайта призвали его отменить отставку, потребовав повторного назначения от Москоне, и пообещали ему некоторую финансовую поддержку. Между тем, некоторые из более либеральных городских лидеров, в первую очередь Милк, Сильвер и член законодательного собрания Калифорнии Уилли Браун, лоббировали Москоне, чтобы он не назначал Уайта повторно.
18 ноября стало известно о массовой гибели членов Храма народов в Джонстауне. До переезда группы в Гайану Храм народов базировался в Сан-Франциско, поэтому большинство погибших были недавними жителями залива Сан-Франциско, в том числе Лео Райан, конгрессмен США, который был убит во время инцидента. Город погрузился в траур, и вопрос о вакантном месте Уайта в Наблюдательном совете был отложен на несколько дней.

## Убийства

### Джордж Москоне
Москоне в конечном итоге решил назначить Дона Хоранзи, более либерального федерального жилищного чиновника, а не повторно назначить Уайта. В понедельник, 27 ноября 1978 года, в день, когда Москоне должен был официально назначить Хоранзи на освободившееся место, Уайт велел ничего не подозревающему другу отвезти его в мэрию Сан-Франциско. У него был при себе пятизарядный револьвер Smith & Wesson Model 36 Chief’s Special, заряженный экспансивными пулями, его служебный револьвер, оставшийся после работы в полиции, с десятью дополнительными патронами в кармане пальто. Уайт попал в мэрию через окно первого этажа, избегая обнаружения металлоискателей. Он направился в мэрию, где Москоне проводил совещание с Уилли Брауном.
Уайт попросил о встрече с мэром и получил разрешение на встречу с ним после того, как встреча Москоне с Брауном закончилась. Когда Уайт вошел в приемную Москоне, Браун вышел через другую дверь. Москоне встретил Уайта в приемной, где Уайт снова попросил, чтобы его переназначили на его прежнее место в Наблюдательном совете. Москоне отказался, и их разговор превратился в жаркий спор по поводу предстоящего назначения Хоранзи.
Желая избежать публичной сцены, Москоне предложил им уйти в частный холл рядом с мэрией, чтобы их не подслушали ожидающие снаружи. Когда Москоне закурил и принялся наливать две рюмки, Уайт вытащил револьвер. Затем он выстрелил в плечо и грудь мэра, разорвав ему легкое. Москоне упал на пол, и Уайт подошел к Москоне и сделал два выстрела в висок Москоне, мгновенно убив его. Стоя над убитым мэром, Уайт перезарядил револьвер. Позже свидетели сообщили, что они слышали споры Москоне и Уайта, за которыми позже последовали выстрелы, похожие на звуки автомобиля.

### Харви Милк
Дайэн Файнстайн, которая тогда была президентом Наблюдательного совета Сан-Франциско, увидела, как Уайт немедленно вышел из офиса мэра Москоне через боковую дверь, и окликнула его. Уайт резко ответил: «Сначала мне нужно кое-что сделать».
Уайт проследовал в свой бывший офис и по пути окликнул Харви Милка, попросив его на мгновение зайти внутрь. Милк согласился зайти. Как только дверь офиса была закрыта, Уайт встал между дверным проемом и Милком, вытащил свой револьвер и открыл огонь по Милку. Первая пуля попала в правое запястье Милка, когда он пытался защитить себя. Уайт продолжал быстро стрелять, ещё дважды попав Милку в грудь, затем выстрелил четвёртой пулей в голову Милка, убив его, а затем пятым выстрелом с близкого расстояния попал в голову с близкого расстояния.
Уайт скрылся с места происшествия, когда Файнстайн вошла в офис, где лежал мертвый Милк. Она нащупала у Милка пульс на шее, её палец вошел в пулевое ранение. В ужасе Файнстайн так сильно тряслась, что ей потребовалась поддержка начальника полиции после опознания обоих тел. Затем Файнстайн объявила об убийствах ошеломленной публике, заявив: «Как президент Наблюдательного совета я обязана сделать это объявление. И мэр Москоне, и наблюдатель Харви Милк были застрелены. Подозреваемый — бывший наблюдатель Дэн Уайт».
Уайт без проблем покинул мэрию и, в конце концов, сдался Фрэнку Фальзону и другому детективу, бывшим коллегам по его бывшему участку. Затем он записал заявление, в котором признал, что стрелял в Москоне и Милка, но отрицал умышленность деяния.

## Последствия убийств
В Кастро начался импровизированный марш при свечах, ведущий к ступеням мэрии. Присутствовали десятки тысяч человек. Джоан Баэз спела «Amazing Grace», а хор геев Сан-Франциско исполнил торжественный гимн Феликса Мендельсона. Узнав об убийствах, певица и автор песен Холли Ниар написала «Singing for Our Lives», также известную как «Song for Harvey Milk».
На похоронах Москоне в соборе Святой Марии присутствовало 4500 человек. Он был похоронен на кладбище Святого Креста в Колме.
Милка кремировали, а его прах развеяли в Тихом океане. Дайэнн Файнстайн, как председатель Наблюдательного совета, заняла пост мэра, став первой женщиной, работающей в этом статусе.
Коронер, который работал с телами Москоне и Милка, позже пришел к выводу, что пулевые ранения запястья и груди не были смертельными и что обе жертвы, вероятно, выжили бы при надлежащей медицинской помощи. Однако ранения в голову, несомненно, принесли мгновенную смерть, особенно потому, что Уайт стрелял с очень близкого расстояния.

## Судебный процесс и его последствия
Уайту было предъявлено обвинение в убийстве первой степени при особых обстоятельствах, преступлении, за которое потенциально может быть назначена смертная казнь. Команда защиты Уайта утверждала, что во время стрельбы он находился в подавленном состоянии, о чём свидетельствовали многие изменения в его поведении, включая изменения в его питании. Согласно неточным сообщениям СМИ, защита Уайта представила потребление нездоровой пищи как причину его психического состояния, а не как его симптом, что привело к насмешливому термину «защита твинки»; это стало устойчивым мифом, когда на самом деле адвокаты не утверждали, что нездоровая пища заставила его совершить стрельбу, а Твинки упоминались лишь вскользь. Скорее, защита утверждала, что депрессия Уайта привела к состоянию снижения умственных способностей, в результате чего он не смог сформировать умысел, необходимый для совершения убийства первой степени. Присяжные приняли эти аргументы, и Уайт был осужден за меньшее преступление — непредумышленное убийство.
Приговор оказался весьма спорным, и многие посчитали, что наказание настолько плохо соответствовало деянию и обстоятельствам, что большинство жителей Сан-Франциско считали, что Уайту практически сошло с рук убийство. В частности, многие представители гей-сообщества были возмущены приговором и сокращением срока тюремного заключения. Поскольку Милк был гомосексуалистом, многие считали, что гомофобия была мотивирующим фактором при принятии решения жюри. Эта волна гнева спровоцировала массовые беспорядки Белой ночи в городе.
Непопулярный вердикт также в конечном итоге привел к изменениям, внесенным в законодательный орган в 1981 году и избирателями в масштабе штата в 1982 году, которые положили конец защите ограниченных возможностей Калифорнии и заменили её несколько иной и немного более ограниченной защитой «уменьшенной действительности».
Уайт был условно освобожден в 1984 году и покончил жизнь самоубийством менее чем через два года. В 1998 году газеты San Jose Mercury News и San Francisco magazine сообщили, что Фрэнк Фальзон, детектив по расследованию убийств в полиции Сан-Франциско, сказал, что он встречался с Уайтом в 1984 году. Фальзон сказал, что на этой встрече Уайт признался, что не только его убийство. Москоне и Милка преднамеренно, но он на самом деле планировал убить Сильвера и Брауна. Фальзон процитировал Уайта, сказавшего: «Я был на задании. Я хотел убить четырёх из них. Кэрол Рут Сильвер, она была самой большой змеей … и Уилли Браун, он руководил всем этим». Фальзон, который был другом Уайта и который принял первоначальное заявление Уайта в то время, когда Уайт сдался, сказал, что он верит признанию Уайта. Уайт сделал только одно заявление о раскаянии. В интервью 1983 года он заявил: «Думаю, они были хорошими парнями. Жаль, что это случилось».
San Francisco Weekly назвал Уайта «возможно, самым ненавистным человеком в истории Сан-Франциско».
Использованный револьвер с серийным номером 1J7901, пропал из хранилища полицейских улик и, возможно, был уничтожен.

## Убийство Москоне и Милка в культуре
Журналист Рэнди Шилтс в 1982 году написал биографию Милка, мэра Кастро-стрит, в которой подробно обсуждались убийства, суды и беспорядки. Документальный фильм 1984 года «The Times Of Harvey Milk» получил премию «Оскар» за лучший документальный фильм.
Пьеса Эмили Манн «Казнь правосудия» рассказывает о событиях, приведших к убийствам. Пьеса открылась на Бродвее в марте 1986 года, а в 1999 году она была адаптирована к фильму для кабельной сети Showtime, где Тим Дейли сыграл Уайта.
Убийства Москоне-Милка и суд над Дэном Уайтом высмеивались Dead Kennedys в их переписанной версии «I Fought the Law», которая появилась в их сборнике 1987 года Give Me Convenience or Give Me Death. Фотография на обложке их альбома «Fresh Fruit for Rotting Vegetables» 1980 года, на которой видны горящие полицейские машины, была сделана во время беспорядков в Белую ночь 21 мая 1979 года.
Эти убийства послужили основой для сцены из фантастического фильма 1987 года «Робокоп», в которой невменяемый бывший муниципальный чиновник держит мэра и других в заложниках и требует вернуть себе работу.
В 2003 году история убийства Милка и бунта Белой ночи была представлена на выставке, созданной Историческим обществом GLBT, музеем Сан-Франциско, архивами и исследовательским центром, которому поместье Скотта Смита передало личные вещи Милка, которые были сохранены после его смерти. «Святой Харви: жизнь и загробная жизнь современного гей-мученика» был показан в главной галерее улице Мишн-стрит. Центральным элементом была часть костюма, в котором Милк был одет во время его смерти. Костюм в настоящее время выставлен в постоянном музейном пространстве Общества в Кастро.
В 2008 году в фильме «Харви Милк» эти убийства были изображены как часть биографической истории о жизни борца за права геев и политика Харви Милка. Фильм имел успех у критиков и коммерческий успех: Виктор Гарбер играл Москоне, Шон Пенн играл Милка, а Джош Бролин играл Уайта. Пенн получил «Оскар» за свое выступление, и Бролин был номинирован на премию.
В январе 2012 года в репертуарном театре Беркли состоялась премьера спектакля «Призрачный свет», в котором исследуется влияние убийства Москоне на его сына Джонатана, которому на момент смерти отца было 14 лет. Производство было сделано самим Джонатаном Москоне и написано Тони Такконе.